# Vobbia
Vobbia – miejscowość i gmina we Włoszech, w regionie Liguria, w prowincji Genua.
Według danych na rok 2004 gminę zamieszkiwało 497 osób, 15,1 os./km².